# 埃默森·博伊斯
埃默森·奧蘭多·博伊斯（英語：Emmerson Orlando Boyce，1979年9月24日—）是巴巴多斯的退役足球運動員，司職後衛，曾效力於英格蘭足球甲級聯賽黑池。

## 外部連結
- Official website
- 足球数据库：Emmerson Boyce的球员统计数据